# دوچرخه‌سواری تریال

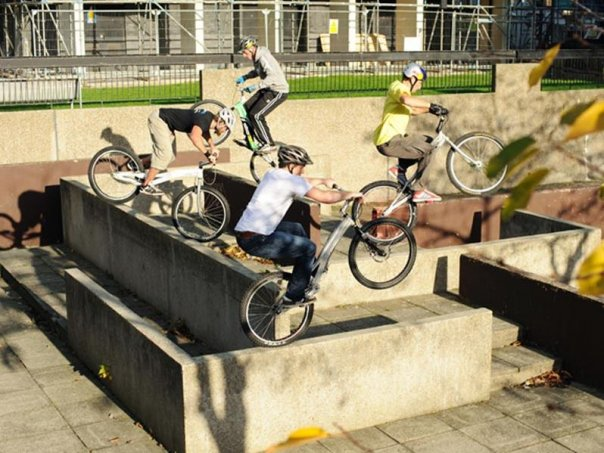
چهار دوچرخه سوار در حال تمرین دوچرخه تریال استریت

دوچرخه سواری تریال رشته‌ای از دوچرخه‌سواری کوهستان است که در آن دوچرخه‌سوار تلاش می‌کند بدون اینکه پا به زمین بگذارد از مسیری با مانع عبور کند. این دوچرخه برگرفته از موتورسواری تریال، در کاتالونیا، اسپانیا به عنوان trialsín (از trial sin motor، "موتور سیکلت تریال بدون انجین") الهام گرفته که توسط Pere Pi، پدر Ot Pi، یک موتورسوار قهرمان جهان در ورزش موتور تریال اختراع شده‌است. پدر پی از پسرش می‌خواست که تمرین‌های موتور تریالش را با تمرین روی یک دوچرخه معمولی بیاموزد.
رکاب زدن دوچرخه تریال بر روی بسیاری از موانع، چه طبیعی و چه ساخته دست بشر، یک آزمون فوق‌العاده برای مهارت‌های دوچرخه سواری است. در حال حاضر این ورزش در سراسر جهان طرفداران قوی – هرچند کم – دارد، اگرچه هنوز در درجه اول یک ورزش اروپایی است. مهارت‌های به دست آمده از رکاب زدن دوچرخه تریال را می‌توان عملاً روی هر دوچرخه ای برای تعادل استفاده کرد، به عنوان مثال ترمز کنترل شده و ایستادن در مسیر، یا حفظ تعادل روی دوچرخه بدون گذاشتن پا روی زمین. دوچرخه‌های تریال رقابتی با ترمزهای قدرتمند، دسته‌های عریض، قطعات سبک‌وزن، دنده‌های تک سرعته کم، فشار کم تایرها با لاستیک ضخیم عقب، هندسه قاب متمایز و بدون صندلی مشخص می‌شوند.

## قوانین

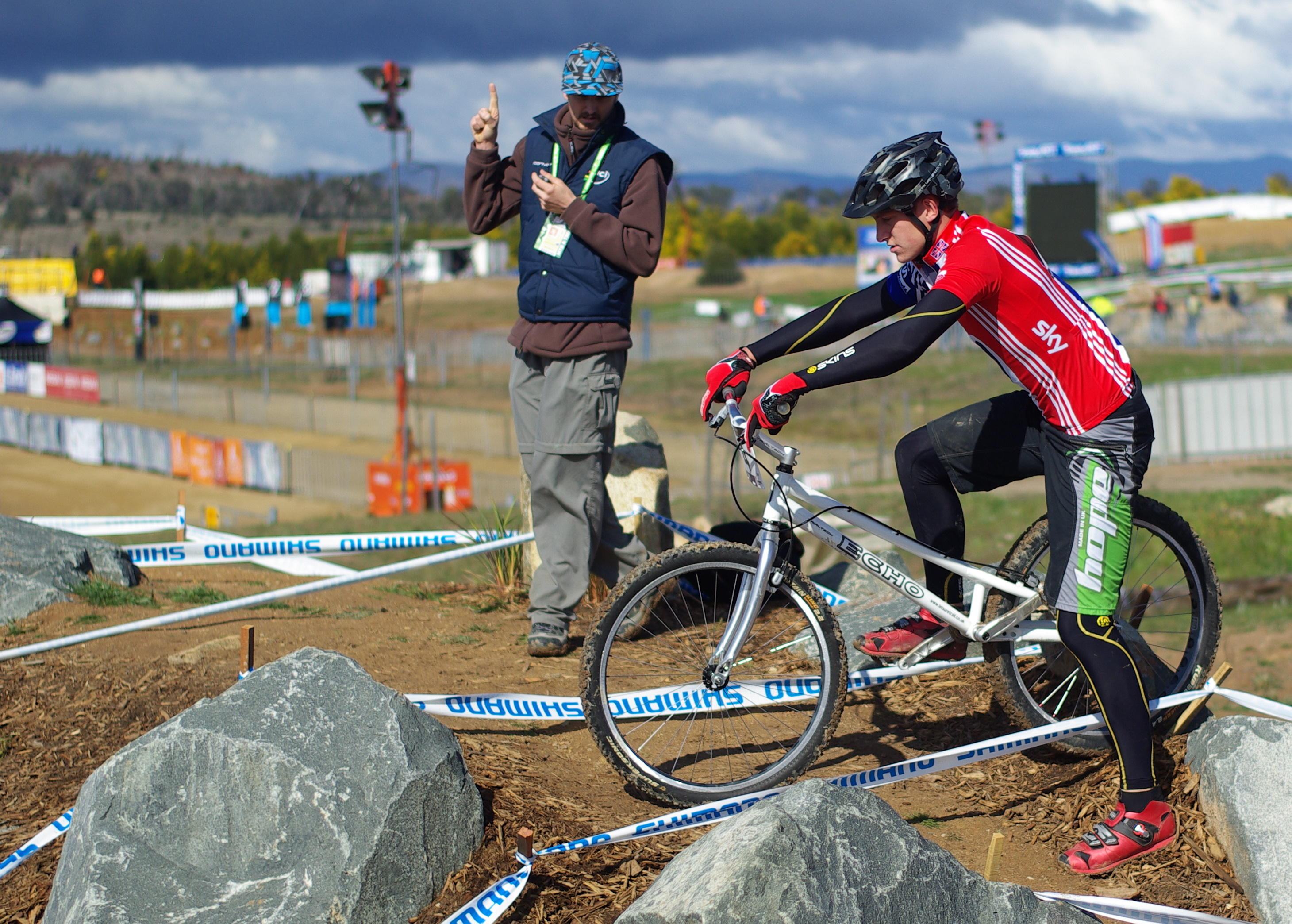
جو اوکلی بریتانیایی به دلیل «لمس زمین» گذاشتن پا بر زمین یک امتیاز منفی دریافت می‌کند. این داور رسمی با انگشت امتیاز را نشان می‌دهد.

اصل کلی برای پیروزی در مسابقات دوچرخه سواری تریال کمترین تعداد لمس زمین با پا و خارج نشدن از محور دوچرخه و زمین‌نخوردن است و برندهٔ مسابقه دوچرخه سواری است که کمترین امتیاز را در پایان مسابقه داشته باشد.
در حال حاضر دو نوع قانون رسمی رقابت وجود دارد که توسط اتحادیه بین‌المللی UCI و BikeTrial اجرا می‌شود.
حداکثر امتیازی که می‌توان در هر بخش به دست آورد ۵ است، کمترین (و بهترین) امتیاز ۰ امتیاز یا «تمیز» است (تا به اینجا دقیقاً مثل مسابقات موتور تریال). رایج‌ترین راه برای به دست آوردن یک امتیاز، قرار دادن پا بر زمین در یک مانع است. قوانین خاصی تعداد امتیازهای کسب شده در یک بخش را تشکیل میدند، به عنوان مثال، پایین گذاشتن هر دو پا یا یک دست منجر به ۵ امتیاز می‌شود. تجاوز از محدودیت زمانی دوره، ۵ امتیاز (قوانین BIU) یا یک امتیاز اضافی برای هر ۱۵ ثانیه بیش از حد مجاز (قوانین UCI) به همراه خواهد داشت.

### UCI

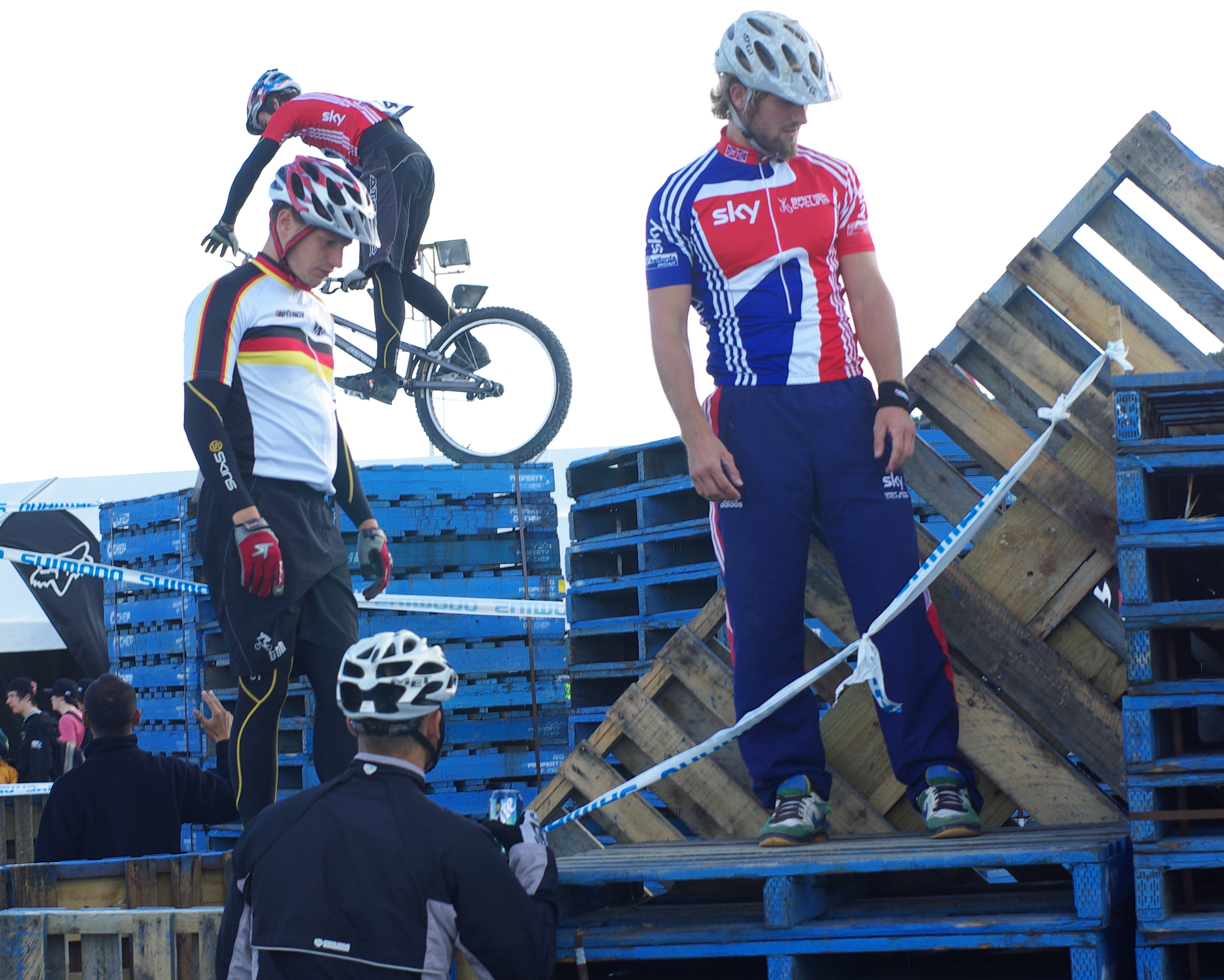
دوچرخه سواران در حال بازرسی یک مانع، همان‌طور که طبق مقررات UCI مجاز است.

در قوانین UCI, اگر قسمتی از دوچرخه به جز لاستیک‌ها با هر جسمی در مسیر برخورد کند، امتیاز منفی داده می‌شود. در قوانین UCI پس از آن که تعداد زیادی از مسابقات با تساوی به پایان رسید و دوچرخه سواران مجبور به دوچرخه سواری در یک بخش اضافی شدند، به این فرمت تغییر یافت. قوانین UCI همچنین به دوچرخه سواران اجازه می‌دهد تا در هر دو دسته گل و سنگ رقابت کنند.
هنگامی که یک دوچرخه سوار در یک مانع قرار دارد، هیچ‌یک از لاستیک‌ها مجاز به عبور از نوار مرز کناری نیستند، حتی اگر چرخ در هوا باشد. دست‌های دوچرخه سواران باید روی فرمان باقی بماند. قبل از شروع یک مانع، یک دوچرخه سوار مجاز است از آن عبور کند (به صورت پیاده) و همه عناصر را بررسی کند، اما نباید با دوچرخه خود وارد آن شود.
مسابقات قهرمانی جهانی دوچرخه سواری کوهستانی و تریال UCI هر ساله برگزار می‌شود و قهرمان جهان تریال در دو سایز دوچرخه، با چرخ‌های ۲۰ و ۲۶ اینچی برگزار می‌شود.

### BIU

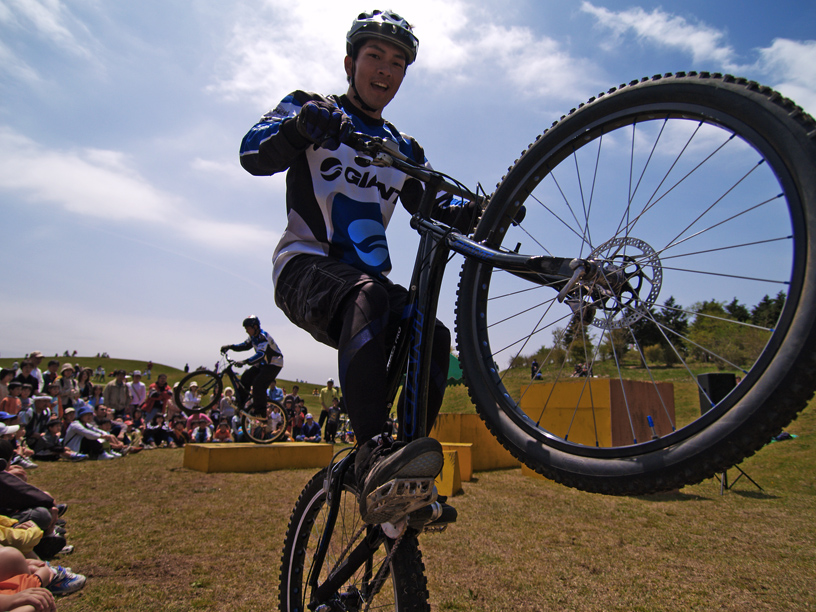
دوچرخه سوار تریال

قوانین بر خلاف امتیازدهی UCI هستند و بخش‌هایی از دوچرخه (به عنوان مثال، میل لنگ و پدال‌ها) می‌توانند روی یک شی قرار بگیرند بدون اینکه منجر به امتیاز منفی شوند.

## طراحی دوچرخه‌ها

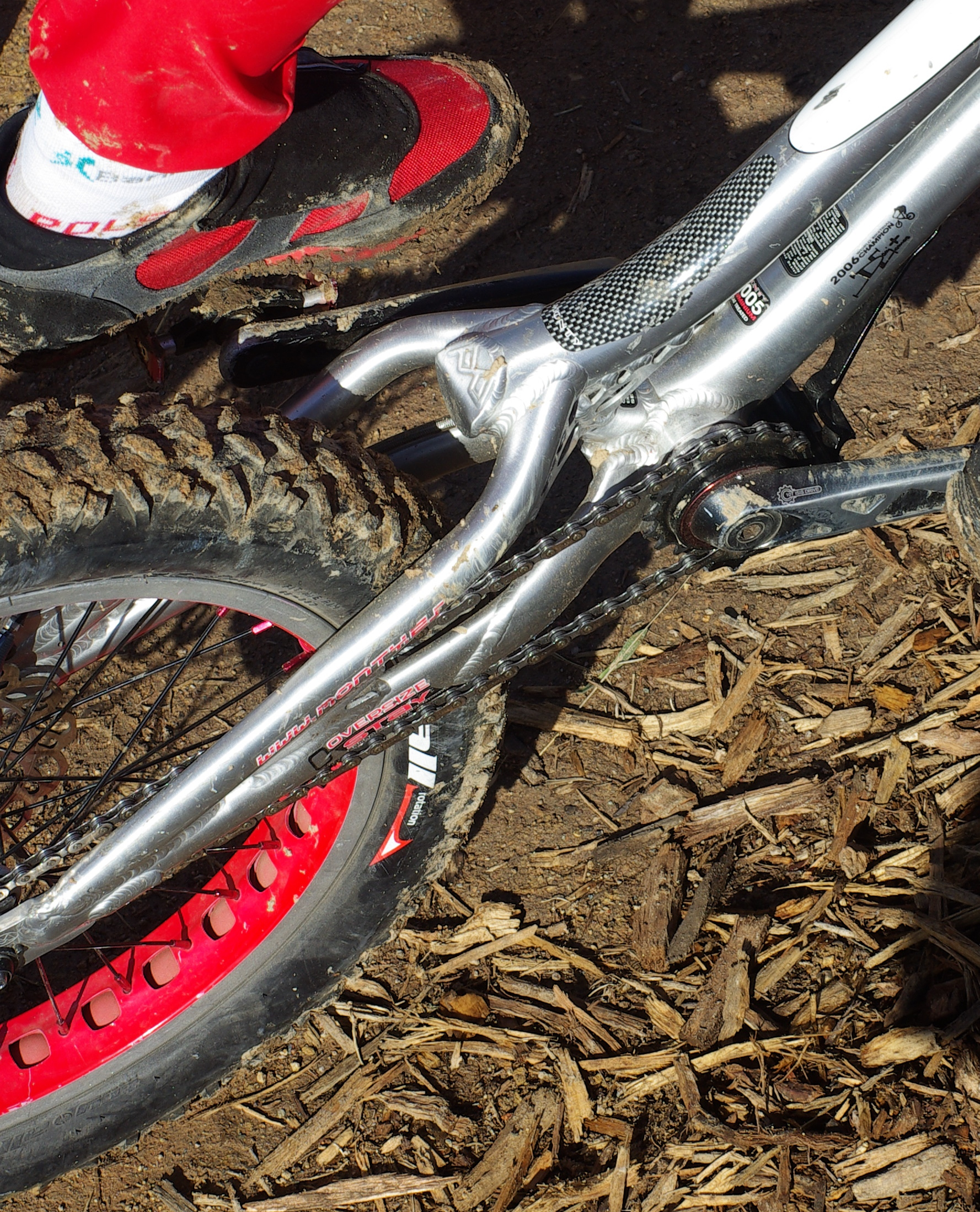
نمای نزدیک از میل لنگ یک دوچرخه تریال. به زنجیر بسیار کوچک توجه کنید

### تنه دوچرخه
دوچرخه‌های تریال اغلب بدون توجه به اتصال صندلی طراحی می‌شوند. در مسابقه دوچرخه تریال نیازی به نشستن دوچرخه سوار نیست و این حذف زین باعث می‌شود دوچرخه سبک تری داشته باشند که کمتر با حرکات بدن دوچرخه سوار تداخل داشته باشد. به همین دلیل اکثر فریم‌های تریال تا حد ممکن پایین هستند، اغلب به حدی که پدال‌ها بالاتر از قاب قرار می‌گیرند.
ترمز دیسکی روی دوچرخه تریال به شدت نسبت به ترمزهای پر استفاده در دوچرخه‌های کوهستانی مثل کراس کانتری معمولی تقویت می‌شوند، زیرا روندن دوچرخه تریال به‌طور معمول به نیروهای ترمز بسیار بالاتری نسبت به دوچرخه‌سواری کوهستانی نیاز دارد، به‌ویژه نیروهایی که به سمت عقب بر روی ترمز عقب عمل می‌کنند.
فریم‌های دوچرخه تریال تولید فعلی، معمولاً از آلیاژهای آلومینیومی مختلف ساخته می‌شوند، اما فریم‌هایی که از فولاد، تیتانیوم، منیزیم و فیبر کربن هم ساخته شده‌اند در دسترس هست.

### ترمز
ترمزهای دوچرخه تریال باید گشتاور توقف بیشتری نسبت به ترمزهای دوچرخه معمولی ایجاد کنند و مخصوصاً ترمزهایی که در چرخ عقب نصب می‌شوند و تأکید بیشتری بر قفل کردن چرخی دارند که روی آن عمل می‌کنند تا اینکه دوچرخه را به حالت توقف نرم متوقف کنند. برای دوچرخه‌های تریال دیسک‌های بزرگ‌تر محبوب‌تر هستند، یعنی ترمزهای رینگ هیدرولیک و ترمزهای V، هرچند از ترمزهای دیسکی نیز، به‌ویژه در چرخ جلو، توسط اکثر دوچرخه‌سواران استفاده می‌شود. تقریباً تمام مسابقات فقط دوچرخه‌سوارانی که دوچرخه‌های ۲۶ اینچی دارند از ترمزهای رینگ هیدرولیک در هر دو چرخ استفاده می‌کنند، در حالی که برای مسابقات ۲۰ اینچی این تقسیم بین ترمزهای رینگ و دیسک یکنواخت‌تر است.

### چرخ‌ها
رینگ‌های دوچرخهٔ تریال به‌طور قابل توجهی پهن‌تر از آن‌هایی هستند که برای دوچرخه‌های کراس کانتری، دانهیل و BMX استفاده می‌شوند. رینگ‌های پهن‌تر به این معنی است که هر لاستیکی که روی رینگ نصب می‌شود، حجم بیشتری از هوا را در خود نگه می‌دارد. تغییر در حجم لاستیک در یک رینگ پهن وقتی روی یک گوشه تیز فرود می‌آید بیشتر از یک رینگ باریک است، که منجر به بهبود مقاومت در برابر پنچری می‌شود که برای تریال سوارها بسیار مهم است، زیرا فرود بر روی لبه‌های تیز بسیار رایج است. طوقهٔ پهن‌تر همچنین باعث می‌شود که لاستیک هنگام قرار گرفتن در معرض بارهای جانبی از طوقه خارج نشود، که این اتفاق نیز در سواری تریال بسیار رایج است.
نقطه ضعف داشتن رینگ‌های بسیار پهن این است که رینگ‌های دوچرخه تریال در مقایسه با رینگ‌های باریک سنگین تر هستند و این موضوع برای دوچرخهٔ تریال اصلاً خوب نیست. برای کاهش وزن، رینگ‌ها تقریباً همیشه سوراخ‌های بزرگی را بین هر برآمدگی پره‌ای می‌بینید که این سوراخ‌ها برای کاهش وزن هستند. برای جلوگیری از برآمدگی تیوپ از سوراخ‌ها در هنگام باد کردن لاستیک، از یک نوار لبه پلاستیکی سنگین برای پوشاندن سوراخ‌ها استفاده می‌شود.
برای افزایش مقاومت لاستیک‌ها در برابر سوراخ شدن با نیشگون گرفتن (به اصطلاح گاز گرفتن تیوپ)، بیشتر دوچرخه‌های تریال با لاستیک‌هایی با دیواره ضخیم‌تر، به خصوص روی چرخ عقب، نصب می‌شوند. این لاستیک‌ها نیز به همین دلیل توسط دانهیل سواران استفاده می‌شود.

### دنده
تقریباً تمام دوچرخه‌های تریال در حال حاضر دارای یک دنده هستند.
اکثر دوچرخه‌های کوهستان چندین دنده دارند، اما اکثر چرخ دنده‌های دوچرخه‌های کوهستان به منظور ارائه قدرت و شتاب سریع مورد نیاز برای حرکت در مسیرهای دانهیل یا کراس کانتری از دنده‌های بیشتر سرعتی استفاده می‌شود تا قدرتی، این در حالی هست که در دوچرخه سواری تریال فقط از دندهٔ قدرتی استفاده می‌شود.
طبق استانداردهای رقابتی فعلی، دو کلاس دوچرخه تریال به رسمیت شناخته شده‌است. کلاس‌ها به عنوان ۲۰ اینچ و ۲۶ اینچ شناخته می‌شوند.

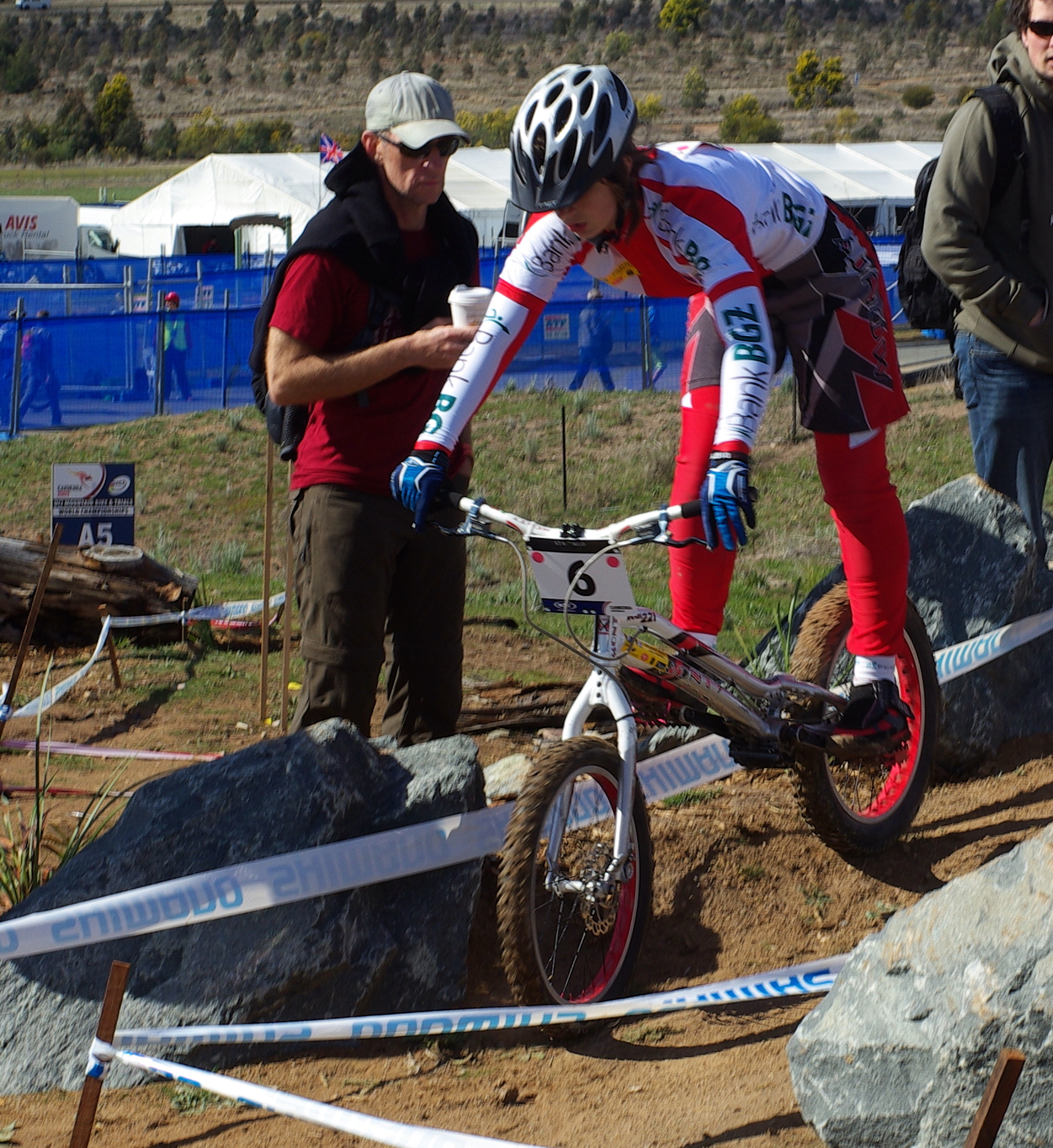
سواری با دوچرخه تریال ۲۰ اینچی.

اولین دوچرخه تریال توسط کمپانی اسپانیایی‌تبار Montesa که یک شرکت تولید کنندهٔ موتور تریال بود تولید شد.

## طراحی مسیر

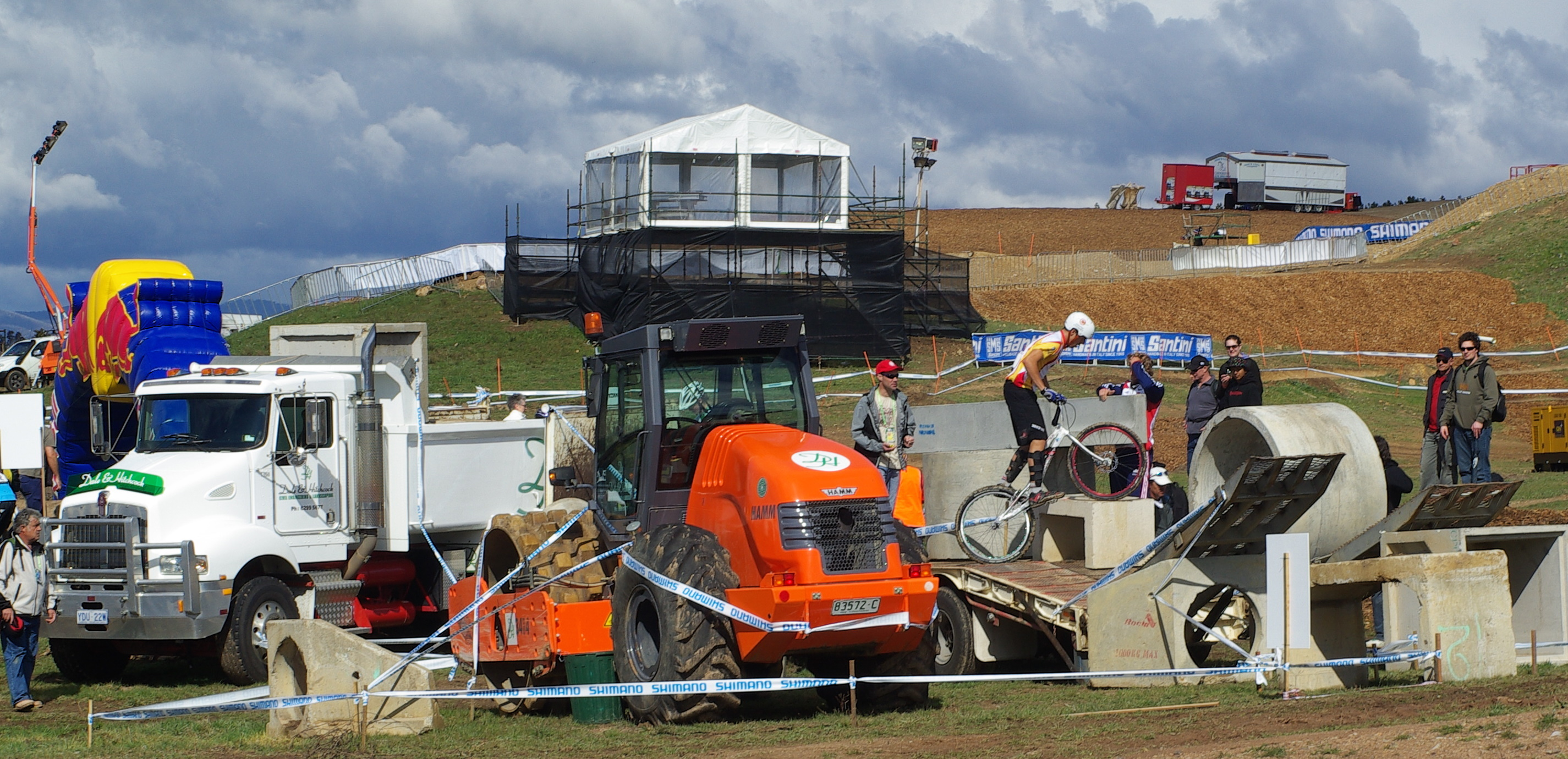
یک مسیر مصنوعی متشکل از کامیون‌ها و تجهیزات خاکبرداری، در مسابقات قهرمانی جهان ۲۰۰۹.

مقررات UCI تصریح می‌کند که یک مسیر شامل حداقل ۱۴ بخش در هر دوره است. حداکثر دو بخش را می‌توان به‌طور کامل از عناصر مصنوعی تشکیل داد. هر دو طرف کورس با نوار پلاستیکی مشخص می‌شود و باید یک کشش واضح به اندازه ۳ متر قبل از خط پایان وجود داشته باشد تا از پریدن دوچرخه سواران از روی خط و عبور تصادفی از روی مانع جلوگیری شود.

## دوچرخه تریال‌های خیابانی
دوچرخه تریال‌های خیابانی یک نوع غیر رقابتی است که از عناصر موجود در محیط شهری استفاده می‌کند. دوچرخه تریال خیابانی مهارت‌های مشابهی را در بر می‌گیرد: کنترل بسیار دقیق دوچرخه، از طریق پرش و تعادل بر روی موانع بسیار باریک.